# Luko (gradina)
Luko je pretpovijesna gradina na južnim padinama Kozjaka, Grad Kaštela. Podignut je na hridinastom grebenu Luko iznad Kaštel Gomilice i tvori oblik velikog tiskanog slova S, odnosno podsjeća na zmiju, zbog čega ga povijesna vrela spominju pod imenom Vipera. Gradina je na gornjem dijelu grebena. Jedno od glavnih gradinskih naselja na kaštelanskom području.:179.
Iako iznad današnje Kaštel Gomilice:59., upravno je na području Kaštel Sućurca. Smjestila se ispod najvišeg kozjačkog vrha Debelića, oko 1,2 km zapadnije od Putalja. Hridinasti greben na kojem se nalazi je vapnenački, koji se izdiže iz flišne zone. Zbog oblika S naselje je prirodno zaštićeno s triju strana pa je bilo potrebno graditi bedem samo na istoku. Bedem se pruža u pravcu sjeveroistok - jugozapad i dug je oko 150 metara i zatvara veliku površinu branjenog prostora. Zaokruženi teren na kojem je naselje je na ukošenom terenu, zbog čega je izraženo djelovanje erozije. :28.
Spada u primorske gradine kaštelanskog područja, uz Putalj, Lažane, Ostrog, Biranj i Veli Bijać. U ranom željeznom dobu glavna su središta bila Luko i Veli Bijać. U kasnom željeznom dobu Luko je izgubio tu ulogu. Kao i sve gradine ovog kraja, početak njegova naseljavanja je u svezi s prijelazom iz eneolitika u rano brončano doba, oko 1800. pr. Kr. Bio je u aktivnoj uporabi sve do uspostave rimske vlasti. Izvjesno je da je i dalje bio sezonski posjećivan pri ispaši stoke, no nije korišten u kasnoj antici poput Birnja. Ostrog i Lažani su korišteni i u antici, srednjem i novom vijeku.:267. Ipak, uz željeznodobnu, nađeno je u površinskom sloju na Luku i dosta rimske keramike što znači da je bio korišten u rimsko doba.:179 Uz lokalnu nalažena je i uvezena apulska keramika sa slikanim geometrijskim ukrasima. Po površini je bilo ulomaka većih keramičkih posuda poput pitosa i amfora.:29.
Ostatci suhozidnih bedema prapovijesne gradine vidljivi su i danas.:179 Erozija na kosom terenu ogolila je tlo da se jedva može nazrijeti bedem. Terase su formirane na dijelu gradinskog areala koje su također opustošile kulturni sloj.:28. Prvo intenzivnije terasiranje južnih padina Kozjaka sprovedeno je u vrijeme rimske kolonizacije, zbog manjka obradivog zemljišta u ageru, a zbog potreba za opskrbom hranom velegrada Salone.:170.
U studijama izgradnje tunela kroz Kozjak od Vučevice do Kaštela, razmatra se da cesta ne ide ravno na Kaštela, nego da skreće da ne bi utjecala na arheološki lokalitet.:67